# رأی اعتماد به هیئت وزیران محمود احمدی‌نژاد
بررسی کابینهٔ محمود احمدی‌نژاد از تاریخ یکشنبه ۳۰ مرداد ۸۴ با حضور ۲۸۴ نماینده آغاز شد و ۴ روز ادامه یافت. وی وزرای پیشنهادی خود را طی نامه‌ای در ۲۳ مرداد به مجلس معرفی کرده بود. فقط ۲ نفر از وزرا سابقهٔ وزارت داشتند. محمد رحمتی که اواخر دولت دوم سید محمد خاتمی و پس از استیضاح احمد خرم توسط مجلس هفتم به‌عنوان وزیر راه انتخاب شد و محمد سعیدی‌کیا که در دولت میرحسین موسوی وزیر راه و ترابری و در کابینه اول محمد خاتمی وزیر جهاد سازندگی بود. بخش عمده‌ای از وزرا ناشناخته یا کمتر شناخته شده بودند و سوابق مدیریت قابل توجهی نداشتند. به نظر می‌رسید با توجه به اینکه اکثریت مجلس از جناح محافظه‌کار بودند تمام وزرای پیشنهادی موفق به دریافت رأی اعتماد شوند، اما ۴ نفر از وزرای کلیدی کابینه رأی اعتماد نگرفتند. حد نصاب جهت دریافت رأی اعتماد ۱۴۲ رأی بود. نمایندگان مجلس هفتم تلاش کردند عدم رأی اعتماد خود به وزرای پیشنهادی را به استقلال مجلس تعبیر کنند. کابینهٔ معرفی‌شدهٔ احمدی‌نژاد از چند جهت حایز ویژگی‌های منحصربه‌فرد بود: تقریباً هیچ‌یک از وزرای معرفی شده از سوی احمدی‌نژاد سابقهٔ وزارت یا معاونت در وزارتخانه را نداشتند و از سویی این کابینه تنها کابینهٔ بعد از انقلاب بود که موفق به دریافت رأی اعتماد برای تمام اعضای خود از مجلس نشد. وزرات نفت به عنوان مهم‌ترین وزارتخانهٔ ایران که دارای ابعاد سیاسی-اقتصادی می‌باشد برای بیش از ۶ ماه با سرپرست اداره شد که اثر منفی زیادی در معلق ماندن قراردادهای نفتی داشت.

## دولت نهم
این دولت در نتیجه پیروزی محمود احمدی‌نژاد در انتخابات ۳ تیر ۸۴ روی کار آمد. تنفیذ رئیس‌جمهور توسط سید علی خامنه‌ای، رهبر جمهوری اسلامی در روز ۱۲ مرداد ۸۴ انجام گرفت. این دولت از تاریخ ۱۲ مرداد ۸۴ رسماً آغاز و در ۱۲ مرداد ۸۸ با شروع دولت دهم پایان یافت.
احمدی‌نژاد در تاریخ ۲۵ مرداد ۱۳۸۴ متن کامل برنامه دولت خود را اعلام کرد. او دولت خود را «دولت مهرورزی» یا «دولت مهر» نامید.
احمدی‌نژاد در تاریخ ۲۳ مرداد ۱۳۸۴ کابینهٔ پیشنهادی خود را به مجلس معرفی کرد. یکی از شروط گزینش وزرا از سوی احمدی‌نژاد موافقت آنان با مفاد میثاق‌نامه‌ای تحت عنوان «میثاق‌نامهٔ دولت اسلامی» و امضای آن بود. بر خلاف بسیاری از پیش‌بینی‌ها مبنی بر انتخاب تمامی نامزدها از سوی مجلس شورای اسلامی، نمایندگان پس از تحقیق و بحث پیرامون وزیران پیشنهادی، در تاریخ ۲ شهریور ۱۳۸۴ چهار تن از آنان را فاقد صلاحیت احراز پست وزارت تشخیص داده و به بقیه رأی اعتماد دادند. آقایان اشعری، علی‌احمدی، هاشمی و سعیدلو که به ترتیب برای وزارتخانه‌های آموزش و پرورش، تعاون، رفاه و تأمین اجتماعی و نفت پیشنهاد داده شده بودند موفق به کسب رأی اعتماد از مجلس نشدند.
احمدی‌نژاد طبق قانون اساسی، سه ماه فرصت داشت تا افراد دیگری را به جای نامزدهای رد صلاحیت‌شده به مجلس پیشنهاد دهد.
وی دو وزیر قرهنگ و ارشاد اسلامی و اطلاعات کابینه را ۸ روز پیش از پایان کار دولت نهم عزل کرد.
دومین جلسهٔ مجلس برای بررسی وزرای پیشنهادی برای ۴ وزراتخانهٔ باقی‌مانده ۱۸ آبان ۸۴ با حضور ۲۶۰ نماینده برگزار شد و ۳ وزیر آموزش و پرورش، رفاه و تعاون توانستند رأی لازم را به دست آورند. اما وزرات نفت همچنان بدون وزیر ماند. احمدی‌نژاد صادق محصولی را به عنوان وزیر پیشنهادی نفت معرفی کرده بود ولی معرفی وی با واکنش شدید نمایندگان مجلس مواجه شد. عدم تحصیلات مرتبط و سوابق کاری در حوزهٔ نفت با توجه به حساس بودن این وزارتخانهٔ کلیدی و همچنین وضعیت اموال میلیاردی او با توجه به آنکه صرفاً سپاهی بوه‌است، از جمله دلایل نظر منفی نمایندگان نسبت به وی بود. برخی مدعی شدند که وی ثروت خود را از طریق اموال و املاک مصادره شده کسب کرده اما او گفت که از ۴۴ مناقصه تنها در ۳ مورد برنده شده‌است. او از نیروهای سابق سپاه و دوستان احمدی‌نژاد در سپاه بوده‌است. در جلسهٔ مجلس برای بررسی صلاحیت و پیش از رأی‌گیری صادق محصولی که از احتمال عدم رأی آوردن خود آگاه شد اعلام انصراف کرد. احمدی‌نژاد وی را نیز همچون سایر کسانیکه در راهیابی به کابینه ناموفق بودند به پست معاونت خود منصوب کرد. این جلسهٔ مجلس با تأخیر احمدی‌نژاد در وارد شدن و اصرار هیئت رئیسه بر آغاز جلسه قبل از ورود وی در ابتدا جوی متشنج داشت.
- سومین وزیر پیشنهادی نفت هم رأی نیاورد: احمدی‌نژاد محسن تسلطی را به‌عنوان سومین گزینهٔ خود برای وزرات نفت معرفی کرد. سید محسن تسلطی متولد پانزدهم فروردین ۱۳۳۳و دارای مدرک تحصیلی کارشناسی ارشد مهندسی معماری است. در سوابق وی در عرصهٔ صنعت نفت آمده‌است: وی از سال ۶۷تا ۷۸رئیس کل امور مهندسی و ساختمان طرح‌های زیربنایی شرکت ملی صنایع پتروشیمی بوده‌است. تسلطی از اردیبهشت ماه سال نیز مدیر عامل و رئیس هیئت مدیرهٔ سازمان منطقهٔ ویژهٔ اقتصادی پتروشیمی است. پس از معرفی وی به مجلس شایعاتی همچون داشتن تابعیت دوگانه، زندگی برخی از فرزندان در کانادا و آمریکا و از همه مهم‌تر رأی دادن به معین مطرح گردید. اما ظاهراً مهم‌ترین انتقاد نمایندگان اکثریت مجلس، عدم مشورت احمدی‌نژاد با آنان پیش از معرفی او و معرفی کردن فردی که فراکسیون اکثریت با وی موافق نبوده‌اند بوده‌است. برخی احتمال دادند که احمدی‌نژاد مایل به معرفی افرادی ضعیف به مجلس است تا بتواند کنترل بیشتری بر این وزارتخانهٔ کلیدی داشته باشد.[۷]

پیش از معرفی وی از زریبافان، محمد ابراهیم محمدی و بهشتیان و زارعی به عنوان وزرای نفت آتی نام برده شده بود و محمدی در گفتگو با سایت آفتاب از حضور خود در کمیسون انرژی مجلس خبر داده بود. عماد افروغ در گفتگو با ایسنا دربارهٔ وجود مشاورانی در اطراف احمدی‌نژاد که نظر وی را در دقیقهٔ نود عوض می‌کنند هشدار داده بود.
در نهایت محسن تسلطی ۷۷ رأی موافق در برابر ۱۳۹ رأی مخالف و ۳۸ رأی ممتنع دریافت کرد و از حضور در کابینه بازماند. پس از این برای اولین بار ابهامی در قوانین ایران پدید آمد. طبق قانون اساسی رئیس‌جمهور فقط می‌تواند ۳ ماه یک وزارتخانه را با سرپرست اداره کند.
- چهارمین گزینهٔ وزارت نفت: احمدی‌نژاد محمد کاظم وزیری هامانه را به عنوان وزیر نفت معرفی کرد و وی نهایتاً توانست از نمایندگان رأی اعتماد بگیرد. او در ماه‌های قبل نیز سرپرست وزارت نفت بود. او تأکید کرد که به مافیای نفتی (موضوعی که احمدی‌نژاد بارها به آن اشاره کرده بود) اعتقاد ندارد، همچنین اخراج ۴۰۰ نفر از وزارت نفت را تکذیب کرد و گفت که شرایط خاصی نیز به وی تحمیل نشده‌است. او از میان ۲۵۴ نمایندهٔ شرکت‌کننده در رأی‌گیری، ۱۷۲ رأی موافق، ۵۳ مخالف و ۳۴ رأی ممتنع دریافت کرد.[۱۰]

## وزارتخانه‌ها
در طول عمر دولت نهم تاکنون نه وزیر از وزارت خلع شده‌اند.

### آموزش و پرورش
علی اکبر اشعری با ۷۳ رأی موافق در برابر ۷۵ رأی مخالف و ۳۱ رأی ممتنع موفق به راهیابی نشد.
محمود فرشیدی با ۱۳۶ رأی موافق در برابر ۹۱ رأی مخالف و ۲۱ رأی ممتنع در ۱۸ آبان ۸۴ به کابینه راه یافت.

#### استعفای فرشیدی
فرشیدی شنبه ۱۰ آذر ۸۶ استعفا داد. خبر استعفای وی ابتدا توسط خبرگزاری فارس منتشر گردید. برخی از منابع خبری اعلام کردند که استعفای وی پس از مذاکره با مجتبی ثمره هاشمی معاون احمدی‌نژاد انجام گردید و علت آن هم مقاومت او در اجرای مصوبهٔ دولت برای در اختیار قرار دادن امکانات وزارت آموزش و پرورش به دانشگاه پیام نور بوده‌است. همچنین گمانه‌زنی‌هایی مبنی بر ادامه یافتن تغییرات نیز منتشر شد.
در دوران وزارت وی علی‌رغم دو برابر شدن بودجهٔ وزارت آموزش و پرورش و وعدهٔ او مبنی بر بهبود منزلت و شأن معلمان، نه تنها تغییر چشمگیری روی نداد بلکه شدیدترین و بی‌سابقه‌ترین برخوردها با نهادهای صنفی معلمان همچون کانون صنفی معلمان و سازمان معلمان ایران صورت گرفت و با صدها معلم برخورد شد. وی که از نزدیکان احمد توکلی به‌شمار می‌رود یک بار نیز توسط اقلیت مجلس استیضاح شده بود و با رأی ضعیف ۱۳۰، توانست بار دیگر بر کرسی وزارت قرار بگیرد تا چندی بعد توسط احمدی‌نژاد برکنار شود.
جای فرشیدی به عنوان وزیر آموزش و پرورش به علیرضا علی‌احمدی سپرده شد.

### اطلاعات
غلامحسین محسنی اژه‌ای ۲۱۷ رای
سازمان دیده‌بان حقوق بشر پس از روی کار آمدن پورمحمدی به عنوان وزیر کشور و اژه‌ای به عنوان وزیر اطلاعات با انتشار بیانیه‌ای خواستار برکناری آنان و تحقیق فوری پیرامون عملکرد سابق ایشان شد و بر نقش این افراد در نقض حقوق بشر در دوران تصدی پست‌های امنیتی در سال‌های دههٔ ۹۰ تأکید کرد: «جو استورک، معاون بخش خاورمیانهٔ دیده‌بان حقوق بشر: وجود اشخاصی با چنین سوء سابقه‌ای در سطح وزارت در دولت ایران کاملاً غیرقابل قبول است. آن‌ها باید بلافاصله از پست وزارت کنار گذاشته شوند و تحقیقات قانونی در زمینهٔ این جنایات هولناک انجام شود.»
همچنین محسنی اژه‌ای در سال ۸۳ که نمایندهٔ قوهٔ قضائیه در هیئت نظارت بر مطبوعات بود بر سر بررسی پرونده نشریه‌ای که پیرامون روابط دختر و پسر مطلب نوشته بود با عیسی سحرخیز (که به عنوان نمایندهٔ مطبوعات در جلسه حضور داشت) درگیر شد و پس از پرتاب قندان به سمت وی شانهٔ او را گاز گرفت. شکایت سحرخیز از وی با توجه به اینکه خود او رئیس دادگاه ویژهٔ روحانیت بود به نتیجه نرسید. او در پاسخ به پرسش خبرنگاران گفت: «پس از مطالعهٔ اظهاراتی که آقای سحرخیز دربارهٔ این درگیری داشته‌است، به این اظهارات پاسخ خواهد داد.» اما هیچگاه پاسخی نداد.
همچنین به گفتهٔ برخی از روزنامه‌نگاران پیگیر قتل‌های زنجیره‌ای، وی فتوای قتل پیروز دوانی را صادر کرده‌است. پیروز دوانی تابستان ۷۶ ناپدید شد و جسد وی یافت نگردید. با این وجود محسنی اژه‌ای همچنان در پست خود باقی است.

### اقتصاد و دارایی
دکتر داوود دانش‌جعفری ۲۱۶ رای

#### برکنار شد
پس از بروز اختلافات با احمدی‌نژاد بر سر سیاست‌های اقتصادی دولت، دانش جعفری با انتشار نامه‌ای انتقادآمیز از سمت خود کناره گرفت و احمدی‌نژاد سید شمس‌الدین حسینی را به جای وی برگزید.

### امور خارجه
دکتر منوچهر متکی ۲۲۰ رأی.
هر چند متکی مسؤولیت ستاد انتخاباتی رفیب احمدی‌نژاد علی لاریجانی را در انتخابات ریاست جمهوری ۱۳۸۴ به عهده داشت و گزینهٔ اول احمدی‌نژاد برای تصدی وزارت امور خارجه به حساب نمی‌آمد مع‌ذلک وی از اعضای دوام‌دار کابینهٔ احمدی‌نژاد بود و مدتی بعد برکنار شد.

### ارتباطات و فناوری اطلاعات
دکتر محمد سلیمانی ۲۲۰ رای

### بازرگانی
دکتر سید مسعود میرکاظمی ۱۶۹ رای

### بهداشت، درمان و آموزش پزشکی
دکتر کامران باقری لنکرانی ۱۶۹ رای

### تعاون
علیرضا علی‌احمدی با ۱۰۵ رأی موافق در برابر ۱۳۴ رأی مخالف و ۳۸ رأی ممتنع موفق به راهیابی نشد. (وی بعداً در وزارت آموزش و پرورش جایگزین محمود فرشیدی گردید)
- محمد ناظمی اردکانی با ۱۷۴ رأی موافق در برابر ۵۱ رأی مخالف و ۱۱ رأی ممتنع به کابینه راه یافت.

#### برکناری ناظمی اردکانی
محمود احمدی‌نژاد ۶ آبان از برکناری ناظمی اردکانی خبر داد. وی دلیل خاصی برای برکناری وی بیان نکرد و ضمن تقدیر از عملکرد او گفت که قرار است از وی در پست دیگری استفاده شود. برخی رسانه‌ها تأکید کردند که او حاضر به استعفا نشده و گفته‌است که عملکردش ضعفی نداشته تا استعفا دهد. نهایتاً احمدی‌نژاد وی را برکنار کرده و همچون اولین تغییر کابینه یک نمانیده (محمد عباسی نمایندهٔ گرگان) را برای رأی اعتماد به مجلس معرفی کرد. ناظمی اردکانی اندکی بعد به پست ریاست مؤسسهٔ استاندارد منصوب گردید.

#### انتصاب محمد عباسی
۱۴ آبان نمایندگان مجلس با ۱۵۵ رأی موافق در برابر ۷۰ رأی مخالف و ۲۰ رأی ممتنع به محمد عباسی رأی اعتماد دادند. او که نمایندهٔ گرگان و آق قلا در مجلس هفتم و نایب رئیس کمیسون بودجه بود پس از متکی و دانش جعفری، سومین نماینده‌ای است که از مجلس هفتم به دولت راه یافت.

### جهاد کشاورزی
مهندس محمدرضا اسکندری ۲۱۴ رای

### دادگستری
آقای جمال کریمی راد ۱۹۱ رای.
وی بر اثر تصادف درگذشت و به جای وی غلامحسین الهام معرفی گردید.

### دفاع و پشتیبانی نیروهای مسلح
مصطفی محمدنجار ۲۰۵ رای

### راه و ترابری
محمد رحمتی ۲۱۴ رای.
رحمتی نیز در سمت خود پایدار نماند و جای خود را به حمید بهبهانی بخشید.

### رفاه و تأمین اجتماعی
سید مهدی هاشمی با ۱۳۱ رای موافق در برابر ۱۰۸ رای مخالف و ۳۸ رای ممتنع موفق به راهیابی نشد.
- پرویز کاظمی با ۱۷۸ رای موافق ۵۱ رای منفی و ۱۵ رای ممتنع به کابینه راه یافت.

#### برکناری کاظمی
پرویز کاظمی اولین وزیر کابینه بود که توسط محمود احمدی‌نژاد برکنار شد (مهر ۸۵). هرچند احمدی‌نژاد هنگام رای اعتماد به پرویز کاظمی، وزیر رفاه دولت نهم گفته بود کاظمی را خدا به او معرفی کرده‌است، وی البته همچون تمامی مردان احمدی‌نژاد پس از برکناری به پست دیگری منصوب گردید (مدیر عامل شرکت گسترش سرمایه‌گذاری ایران خودرو) که سعیدلو معاون احمدی‌نژاد آن را یک پست مهم صنعتی دانست. او در ابتدای دوران وزارت خود با مددی رئیس سازمان تأمین اجتماعی دچار اختلاف شد و وی را به دلیل عدم تمکین در برابر دستورها برکنار کرد. مددی باجناغ مسعود زریبافان از مشاوران احمدی‌نژاد بود و انتصاب او انتقاداتی را برانگیخت. یک روز بعد (ظاهراً به دستور احمدی‌نژاد) وزیر رفاه مددی را مجدداً منصوب کرده و گفت که اختلافات در حال حل شدن است. وزارت رفاه و سازمان تابع آن -تامین اجتماعی- بخش عمده‌ای از شرکت‌های بزرگ اقتصادی در ایران که ارزش آن‌ها بیش از ۲۰۰۰ میلیارد تومان برآورد می‌شود را تحت کنترل دارد. همچنین باشگاه‌های استقلال و پرسپولیس که دو باشگاه مهم فوتبال ایران هستند نیز در آن مقطع زیر نظر وزارت رفاه قرار داشت.

### صنایع و معادن
دکتر علیرضا طهماسبی ۱۸۲ رای.
وی برکنار گردید و جای او را علی‌اکبر محرابیان گرفت.

### علوم، تحقیقات و فناوری
دکتر محمدمهدی زاهدی ۱۴۴ رای

### فرهنگ و ارشاد اسلامی
محمدحسین صفار هرندی ۱۸۱ رای

### کار و امور اجتماعی
سید محمد جهرمی ۱۹۷ رای

### کشور
مصطفی پورمحمدی ۱۵۳ رای

#### برکناری پورمحمدی
در جلسهٔ رأی اعتماد به وزرا ۲ نمایندهٔ سرشناس محافظه‌کار مجلس که سابقاً پاسدار بودند علیه وی سخنرانی کردند و اقدامات او در دوران تصدی پست معاونت وزارت اطلاعات را «شرم‌آور» خواندند اما سخنانشان بلافاصله توسط سایر نمایندگان راستگرای مجلس قطع شد: «[عماد] افروغ در ادامهٔ اظهاراتش با اشاره به مسئولیتهای اطلاعاتی و امنیتی آقای پورمحمدی گفت: یادم نرفته که در سال ۱۳۷۲ جنبشهای شهری را در شیراز، مشهد، اراک و مبارکه چگونه قلع و قمع کردند و به خاک و خون کشیدند، چون فهمی نداشتند.» الیاس نادران نیز متهم بودن پورمحمدی به ترور در خارج از کشور را تأیید کرد: «تصور کنید روابط با کشورهایی که پرونده‌هایی علیه ما دارند به شکلی باشد که وقتی وزیر کشور در آنجا حضور پیدا می‌کند به بهانهٔ آن اتهامات او را دستگیر کنند.» نادران به خبرنگاران گفت پس از سخنانش علیه پورمحمدی مورد تهدید قرار گرفته‌است.
انتصاب دو روحانی به عنوان وزرای اطلاعات و کشور (اژه‌ای و پورمحمدی) در حالی انجام شد که منتظری در خاطرات خود نقش این افراد در کشتار صدها زندانی سیاسی در تابستان ۶۷ را تأیید کرده و از مکاتباتی که با این افراد در اعتراض به اعدامها داشته سخن گفته‌است: «اول محرم شد، من آقای نیری که قاضی شرع اوین و آقای اشراقی که دادستان بود و آقای رئیسی معاون دادستان و آقای پورمحمدی که نمایندهٔ وزارت اطلاعات بود را خواستم و گفتم الآن محرم است حداقل در محرم از اعدامها دست نگه دارید، آقای نیری گفت ما تا الآن هفتصدوپنجاه نفر را در تهران اعدام کرده‌ایم، دویست نفر را هم به عنوان سر موضع از بقیه جدا کرده‌ایم کلک اینها را هم بکنیم.»
پس از روی کار آمدن اژه‌ای و پورمحمدی، علیرضا افشار فرمانده سابق بسیج به‌عنوان معاون سیاسی وزارت کشور منصوب شد ولی دیری نپایید که وی نیز از سمت خود کنار رفت. طی سال‌های اخیر و خصوصاً در انتخاباتی که منجر به پیروزی احمدی‌نژاد شد اکثر کاندیداها از دخالت سپاه و بسیج در انتخابات شکایت کرده بودند. مهدی کروبی و هاشمی رفسنجانی و مصطفی معین علناً سپاه را به دست بردن در انتخابات متهم کردند و کروبی با ارسال نامهٔ شدیداللحنی به خامنه‌ای از همهٔ پست‌هائی که خامنه‌ای به او اهدا کرده بود کناره‌گیری کرد. و همچنین ذوالقدر از فرماندهان عالیرتبهٔ سپاه نیز به معاون امنیتی وزیر کشور منصوب شد.

### مسکن و شهرسازی
محمد سعیدی‌کیا ۲۲۲ رای

### نیرو
سید پرویز فتاح ۱۹۴ رای

### نفت
- علی سعیدلو با ۱۰۱ رأی موافق در برابر ۱۲۳ رأی مخالف و ۳۸ رأی ممتنع موفق به راهیابی نشد.
- صادق محصولی به مجلس معرفی شده ولی با انتقاد نمایندگان و نظر منفی آنان پیش از رأی‌گیری اعلام انصراف داد.
- محسن تسلطی با ۷۷ رأی موافق در برابر ۱۳۹ رأی مخالف و ۳۸ رأی ممتنع ناکام ماند.
- کاظم وزیری هامانه با ۱۷۲ رأی موافق، ۵۳ مخالف و ۳۴ رأی ممتنع ۲۰ آذر ۸۴ به عنوان وزیر نفت انتخاب شد.

#### برکنار شد
کاظم وزیری هامانه از سمت خود برکنار شد و جای او را غلامحسین نوذری گرفت.
اما این آخر کار نبود دکتر احمدی‌نژاد دست به تغییرات زیادی البته انهم در دقیقه نود انجام داد

### برکناری نعمت‌زاده
یک روز پس از مصاحبه نعمت‌زاده با روزنامه اعتماد در آخرین ماه‌های فعالیت دولت احمدی‌نژاد و متفاوت دانستن وی با رجایی، وی از سمت مشاور ارشد وزیر نفت برکنار شد.

### سازمان مدیریت و برنامه‌ریزی
۲۶ مرداد ۸۶ محمود احمدی‌نژاد فرهاد رهبر را به‌عنوان رئیس سازمان برنامه و بودجه منصوب کرد. وی که دارای دکترای اقتصاد از دانشکدهٔ اقتصاد دانشگاه تهران است، در دولت هاشمی رفسنجانی معاون اقتصادی وزارت اطلاعات بود. در دولت خاتمی این معاونت منحل شد. یک سال بعد رسانه‌های نزدیک به دولت خبری منتشر کردند که فرهاد رهبر در دیدار با محمد خاتمی از حضور در تیم اقتصادی دولت احمدی‌نژاد ابراز ناراحتی و پشیمانی کرده‌است. چندی پس از این روابط عمومی این سازمان در بیانیه‌ای دیدار را تأیید ولی این گفتهٔ رهبر را تکذیب کرد.

#### برکناری فرهاد رهبر رئیس سازمان برنامه و بودجه
۲۴ آبان پس از بالا گرفتن اختلافات میان احمدی‌نژاد و رهبر بر سر انحلال سازمان برنامه و بودجه وی برکنار شد و احمدی‌نژاد امیر منصور برقعی را به عنوان رئیس جدید این سازمان معرفی کرد، درحالی که صبح همان روز روابط عمومی سازمان مدیریت و برنامه‌ریزی خبر استعفای رهبر را تکذیب کرده بود. او نیز همچون سایر مقامات حاضر به پذیرش استعفا نشده بود. پیشتر رهبر در نامه‌ای به احمدی‌نژاد ضمن اعتراض به تغییرات مورد نظر احمدی‌نژاد در سازمان برنامه از استعفای ۳ تن از معاونان و ۴۰ نفر از کارشناسان سازمان در اعتراض به این طرح خبر داه بود. او پیشنهاد احمدی‌نژاد برای پذیرش پست معاونت در اجرای اصل ۴۴ نظام را نپدیرفت. مدتی پس از برکناری رهبر، احمدی‌نژاد سازمان مدیریت و برنامه‌ریزی را نیز منحل کرد. او در سخنرانی در دانشگاه امام صادق گفت که انحلال سازمان مدیریت و برنامه‌ریزی را از ابتدا با رهبر شرط کرده بوده‌است. از سویی رهبر در مصاحبه‌های خود پس از برکناری گفت که در واقع نوعی تفاهم میان وی و احمدی‌نژاد برای کناره‌گیری از پست بوده‌است.

## دولت دهم
دولت دهم جمهوری اسلامی ایران در نتیجه پیروزی محمود احمدی‌نژاد در انتخابات ۲۲ خرداد ۸۸ روی کار آمد.
تنفیذ رئیس‌جمهور توسط خامنه‌ای، رهبر جمهوری اسلامی در روز ۱۲ مرداد
و تحلیف وی در مجلس شورای اسلامی روز ۱۴ مرداد برگزار شد.
این دولت از تاریخ ۱۲ مرداد ۸۸ الی ۱۲ مرداد ۹۲ به فعالیت پرداخت. دولت دهم دکورددار دریافت بیشتر تذکر از جانب نمایندگان مجلس شورای اسلامی در طول تاریخ حکومت جمهوری اسلامی ایران شد؛ به‌طوری‌که تنها در عرض حدود یک سال که از عمر مجلس نهم می‌گذشت (۷ خرداد ۱۳۹۱–۲۷ اردیبهشت ۱۳۹۲) بالغ بر ۴۹۴۳ تذکر به این دولت وارد آمد که بیشترین تعداد آن‌ها متوجه شخص احمدی‌نژاد بود و کمترین تعداد تذکر به وزارت اطلاعات دولت دهم.

### وزرا
بررسی رأی اعتماد وزیران پیشنهادی کابینهٔ دوم وی، از روز یک‌شنبه ۸ شهریور ۱۳۸۸ در مجلس آغاز شد. مجلس به سه تن از وزرای پیشنهادی وی رای منفی داد: محمد علی‌آبادی، سوسن کشاورز و فاطمه آجرلو
و مابقی وزرا مورد تأیید نمایندگان قرار گرفتند. او برای نخستین بار در تاریخ جمهوری اسلامی ایران ۳ زن را برای تصدی مقام وزارت به مجلس معرفی کرد که فقط یکی از آن‌ها (وزیر بهداشت)، مرضیه وحید دستجردی رای اعتماد دادند و سوسن کشاورز و فاطمه آجرلو نتوانستند رای اعتماد نمایندگان را کسب کنند.